# Liste der Bodendenkmale in Prinzhöfte
In der Liste der Bodendenkmale in Prinzhöfte sind die Bodendenkmale der niedersächsischen Gemeinde Prinzhöfte aufgeführt. Die Quelle ist der Denkmalatlas Niedersachsen.
- Diese Liste erhebt keinen Anspruch auf Vollständigkeit.
- Die Angaben ersetzen nicht die rechtsverbindliche Auskunft der zuständigen Denkmalschutzbehörde.
- Es sind nur Daten aus dem Denkmalatlas verarbeitet.
- Der Stand der Liste ist der 21. Juni 2025.

Prinzhöfte im Landkreis Oldenburg

## Allgemein
In den Spalten finden sich folgende Informationen des Bodendenkmales:
| Lage         | geographische Koordinaten                                                           |
| Bezeichnung  | Bezeichnung lt. Denkmalatlas                                                        |
| Beschreibung | Beschreibung lt. Denkmalatlas                                                       |
| ID           | Objekt-ID                                                                           |
| Bild         | Bild, ggf. zusätzlich mit Link zu weiteren Fotos im Medienarchiv Wikimedia Commons. |

## Horstedt
| Lage                        | Bezeichnung           | Beschreibung                                           | ID       | Bild |
| --------------------------- | --------------------- | ------------------------------------------------------ | -------- | ---- |
| 52° 58′ 41″ N, 8° 34′ 15″ O | Horstedt 6, Grabhügel | Durchmesser ca. 16 m und Höhe ca. 0,8 m. Gut erhalten. | 28956648 | BW   |

### Horstedt 8
- ID: 28955048
- Grabhügelfeld mit 52 Hügeln (Dm. 6 – 28 m; H. 0,3 – 1,5 m). Nur drei sind gestört.

| Lage                        | Bezeichnung | Beschreibung | ID       | Bild |
| --------------------------- | ----------- | --- | -------- | ---- |
| 52° 58′ 3″ N, 8° 34′ 20″ O  | Horstedt 8  | | 28961089 | BW   |
| 52° 58′ 3″ N, 8° 34′ 21″ O  | Horstedt 9  | | 28955076 | BW   |
| 52° 58′ 3″ N, 8° 34′ 20″ O  | Horstedt 10 | | 28955075 | BW   |
| 52° 58′ 3″ N, 8° 34′ 18″ O  | Horstedt 11 | Durchmesser ca. 11 m und Höhe ca. 1 m. Ungestört. | 28963256 | BW   |
| 52° 58′ 1″ N, 8° 34′ 18″ O  | Horstedt 12 | Durchmesser ca. 12 m und Höhe ca. 0,8 m. Gestört. | 28963257 | BW   |
| 52° 58′ 2″ N, 8° 34′ 17″ O  | Horstedt 13 | Durchmesser ca. 16 m und Höhe ca. 1,2 m. Ungestört. | 28963258 | BW   |
| 52° 58′ 2″ N, 8° 34′ 16″ O  | Horstedt 14 | Durchmesser ca. 10 m und Höhe ca. 1 m. Ungestört. | 28963260 | BW   |
| 52° 58′ 1″ N, 8° 34′ 15″ O  | Horstedt 15 | Durchmesser ca. 28 m und Höhe ca. 0,9 m. Ungestört. | 28963261 | BW   |
| 52° 58′ 1″ N, 8° 34′ 17″ O  | Horstedt 16 | Durchmesser ca. 12 m und Höhe ca. 0,6 m. Ungestört. | 28963263 | BW   |
| 52° 58′ 0″ N, 8° 34′ 16″ O  | Horstedt 17 | Durchmesser ca. 9 m und Höhe ca. 0,5 m. Ungestört. | 28963262 | BW   |
| 52° 57′ 59″ N, 8° 34′ 16″ O | Horstedt 18 | Durchmesser ca. 10 m und Höhe ca. 0,6 m. Ungestört. | 28963265 | BW   |
| 52° 58′ 0″ N, 8° 34′ 15″ O  | Horstedt 19 | Größe ca. 14 × 11 m und Höhe ca. 0,6 m. Gestört. | 28963266 | BW   |
| 52° 57′ 59″ N, 8° 34′ 14″ O | Horstedt 20 | Größe ca. 15 × 9 m und Höhe ca. 0,5 m. Ungestört. | 28963264 | BW   |
| 52° 57′ 59″ N, 8° 34′ 13″ O | Horstedt 21 | Durchmesser ca. 11 m und Höhe ca. 0,6 m. Ungestört. | 28963267 | BW   |
| 52° 58′ 1″ N, 8° 34′ 13″ O  | Horstedt 22 | Durchmesser ca. 9 m und Höhe ca. 0,6 m. Ungestört. | 28963268 | BW   |
| 52° 58′ 2″ N, 8° 34′ 13″ O  | Horstedt 23 | | 28963270 | BW   |
| 52° 58′ 4″ N, 8° 34′ 15″ O  | Horstedt 24 | Durchmesser ca. 11 m und Höhe ca. 0,6 m. Ungestört. | 28961384 | BW   |
| 52° 58′ 3″ N, 8° 34′ 11″ O  | Horstedt 25 | | 28961385 | BW   |
| 52° 58′ 2″ N, 8° 34′ 10″ O  | Horstedt 26 | Größe ca. 11 × 8 m und Höhe ca. 1 m. Ungestört. | 28961386 | BW   |
| 52° 58′ 2″ N, 8° 34′ 12″ O  | Horstedt 27 | Durchmesser ca. 7 m und Höhe ca. 0,6 m. Ungestört. | 28963269 | BW   |
| 52° 58′ 1″ N, 8° 34′ 11″ O  | Horstedt 28 | Durchmesser ca. 10 m und Höhe ca. 0,6 m. Ungestört. | 28961388 | BW   |
| 52° 58′ 1″ N, 8° 34′ 10″ O  | Horstedt 29 | Durchmesser ca. 9 m und Höhe ca. 0,7 m. Ungestört. | 28963271 | BW   |
| 52° 58′ 0″ N, 8° 34′ 9″ O   | Horstedt 30 | Durchmesser ca. 10 m und Höhe ca. 0,9 m. Annähernd rund, wenig gestört. | 28961387 | BW   |
| 52° 57′ 59″ N, 8° 34′ 8″ O  | Horstedt 31 | Durchmesser ca. 12 m und Höhe ca. 0,4 m. Flach gewölbt. | 28961391 | BW   |
| 52° 57′ 59″ N, 8° 34′ 8″ O  | Horstedt 32 | Durchmesser ca. 15 m und Höhe ca. 1 m. Von Kopfstich gestört. | 28961393 | BW   |
| 52° 58′ 0″ N, 8° 34′ 8″ O   | Horstedt 33 | Durchmesser ca. 27 m und Höhe ca. 1,2 m. Mulde im Zentrum und von Einkuhlungen gestört.                                                                                         | 28961392 | BW   |
| 52° 58′ 1″ N, 8° 34′ 9″ O   | Horstedt 34 | Durchmesser ca. 10 m und Höhe ca. 0,4 m. Ungestört. | 28961389 | BW   |
| 52° 58′ 2″ N, 8° 34′ 9″ O   | Horstedt 35 | Durchmesser ca. 8 m und Höhe ca. 0,3 m. | 28961390 | BW   |
| 52° 58′ 2″ N, 8° 34′ 10″ O  | Horstedt 36 | Größe ca. 15 × 9 m und Höhe ca. 0,8 m. (Ost-West orientiert). In der Mitte eingesattelt. Eventuell zwei dicht beieinander liegende Hügel. Auf dem östlichen Teil Pflanzfurchen. | 28961395 | BW   |
| 52° 58′ 0″ N, 8° 34′ 5″ O   | Horstedt 37 | Durchmesser ca. 10 m und Höhe ca. 0,6 m. Mehrere flache Kuhlen. | 28961396 | BW   |
| 52° 58′ 0″ N, 8° 34′ 6″ O   | Horstedt 38 | Durchmesser ca. 9 m und Höhe ca. 0,6 m. | 28961397 | BW   |
| 52° 57′ 59″ N, 8° 34′ 6″ O  | Horstedt 39 | Größe ca. 9 × 7 m und Höhe ca. 0,7 m. Oval und Ost-West orientiert. | 28961399 | BW   |
| 52° 57′ 59″ N, 8° 34′ 6″ O  | Horstedt 40 | Durchmesser ca. 17 m und Höhe ca. 1,3 m. Insgesamt gut erhalten. | 28961400 | BW   |
| 52° 57′ 58″ N, 8° 34′ 4″ O  | Horstedt 41 | Durchmesser ca. 13 m und Höhe ca. 0,8 m. | 28961398 | BW   |
| 52° 57′ 58″ N, 8° 34′ 4″ O  | Horstedt 42 | Durchmesser ca. 9 m und Höhe ca. 0,4 m. Mit auslaufendem Rand. | 28961401 | BW   |
| 52° 57′ 58″ N, 8° 33′ 59″ O | Horstedt 43 | Durchmesser ca. 20 m und Höhe ca. 1,3 m. Annähernd rund, im westlichen Bereich durch Abtragung abgeflacht.                                                                      | 28961394 | BW   |
| 52° 57′ 58″ N, 8° 34′ 0″ O  | Horstedt 44 | Durchmesser ca. 10 m und Höhe ca. 0,6 m. | 28961402 | BW   |
| 52° 57′ 58″ N, 8° 34′ 0″ O  | Horstedt 45 | Durchmesser ca. 10 m und Höhe ca. 0,3 m. | 28961403 | BW   |
| 52° 57′ 57″ N, 8° 34′ 1″ O  | Horstedt 46 | Durchmesser ca. 10 m und Höhe ca. 0,3 m. | 28961404 | BW   |
| 52° 57′ 57″ N, 8° 33′ 59″ O | Horstedt 47 | Durchmesser ca. 10 m und Höhe ca. 0,4 m. Annähernd rund. | 28961405 | BW   |
| 52° 57′ 56″ N, 8° 33′ 58″ O | Horstedt 48 | Durchmesser ca. 8 m und Höhe ca. 0,3 m. | 28961407 | BW   |
| 52° 57′ 56″ N, 8° 33′ 56″ O | Horstedt 49 | Durchmesser ca. 7 m und Höhe ca. 0,3 m. | 28961408 | BW   |
| 52° 57′ 57″ N, 8° 33′ 58″ O | Horstedt 50 | Durchmesser ca. 8 m und Höhe ca. 0,2 m. Annähernd rund. | 28961406 | BW   |
| 52° 58′ 1″ N, 8° 34′ 0″ O   | Horstedt 51 | Durchmesser ca. 19 m und Höhe ca. 1,5 m. Annähernd rund, mit flachen Mulden leicht gestört.                                                                                     | 28961409 | BW   |
| 52° 57′ 57″ N, 8° 33′ 57″ O | Horstedt 69 | Durchmesser ca. 8 m und Höhe ca. 0,4 m. Annähernd rund. | 28961410 | BW   |

### Horstedt 53
- ID: 28955047
- 15 Hügel mit Dm. 7 – 18 m und H. 0,3 – 1,4 m. Teils runde, teils längliche Formen. Größtenteils gestört.

| Lage                        | Bezeichnung | Beschreibung                                                                                        | ID       | Bild |
| --------------------------- | ----------- | --------------------------------------------------------------------------------------------------- | -------- | ---- |
| 52° 58′ 21″ N, 8° 34′ 20″ O | Horstedt 53 | Durchmesser ca. 18 m und Höhe ca. 1,4 m. Mit Gedenkstein ohne Inschrift in der Mitte.               | 28961638 | BW   |
| 52° 58′ 20″ N, 8° 34′ 20″ O | Horstedt 54 | Durchmesser ca. 12 m und Höhe ca. 1,1 m. Durch Mulden gestört und durch Waldweg angeschnitten.      | 28961639 | BW   |
| 52° 58′ 21″ N, 8° 34′ 18″ O | Horstedt 55 | Durchmesser ca. 16 m und Höhe ca. 1,1 m. Annähernd rund.                                            | 28961530 | BW   |
| 52° 58′ 21″ N, 8° 34′ 18″ O | Horstedt 56 | Größe ca. 8 × 7 m und Höhe ca. 0,5 m. Durch Mulden gestört.                                         | 28961641 | BW   |
| 52° 58′ 22″ N, 8° 34′ 16″ O | Horstedt 57 | Durchmesser ca. 9 m und Höhe ca. 0,4 m. Durch unförmige Eingrabung von 5 m L. und 2 m. Br. gestört. | 28961643 | BW   |
| 52° 58′ 22″ N, 8° 34′ 15″ O | Horstedt 58 | Durchmesser ca. 9 m und Höhe ca. 0,3 m.                                                             | 28961646 | BW   |
| 52° 58′ 22″ N, 8° 34′ 14″ O | Horstedt 59 | Größe ca. 18 × 12 m und Höhe ca. 1 m.                                                               | 28961647 | BW   |
| 52° 58′ 24″ N, 8° 34′ 14″ O | Horstedt 60 | Durchmesser ca. 15 m und Höhe ca. 1,4 m. Stark gestört mit Eingrabung im nordwestlichen Bereich.    | 28961649 | BW   |
| 52° 58′ 23″ N, 8° 34′ 17″ O | Horstedt 61 | Durchmesser ca. 12 m und Höhe ca. 0,6 m.                                                            | 28961645 | BW   |
| 52° 58′ 24″ N, 8° 34′ 18″ O | Horstedt 62 | Durchmesser ca. 7 m und Höhe ca. 0,3 m. Gestört.                                                    | 28961651 | BW   |
| 52° 58′ 23″ N, 8° 34′ 18″ O | Horstedt 63 | Größe ca. 13 × 10 m.                                                                                | 28961653 | BW   |
| 52° 58′ 23″ N, 8° 34′ 20″ O | Horstedt 64 | Durchmesser ca. 8 m und Höhe ca. 0,5 m.                                                             | 28961655 | BW   |
| 52° 58′ 22″ N, 8° 34′ 21″ O | Horstedt 65 | Größe ca. 17 × 12 m und Höhe ca. 1,4 m. Leicht oval, stark gestört und unförmig.                    | 28961656 | BW   |
| 52° 58′ 21″ N, 8° 34′ 15″ O | Horstedt 66 | Durchmesser ca. 9 m und Höhe ca. 0,3 m.                                                             | 28961654 | BW   |
| 52° 58′ 22″ N, 8° 34′ 20″ O | Horstedt 67 | Durchmesser ca. 9 m und Höhe ca. 0,5 m.                                                             | 28961659 | BW   |

## Klein Henstedt
| Lage                        | Bezeichnung                  | Beschreibung                                             | ID       | Bild |
| --------------------------- | ---------------------------- | -------------------------------------------------------- | -------- | ---- |
| 52° 57′ 25″ N, 8° 31′ 32″ O | Klein Henstedt 12, Grabhügel | Durchmesser ca. 14 m und Höhe ca. 1,1 m.                 | 28956759 | BW   |
| 52° 58′ 4″ N, 8° 33′ 32″ O  | Klein Henstedt 24, Grabhügel | Durchmesser ca. 12 m und Höhe ca. 0,4 m. Leicht gestört. | 28962905 | BW   |
| 52° 57′ 32″ N, 8° 30′ 38″ O | Klein Henstedt 32, Grabhügel | Durchmesser ca. 17 m und Höhe ca. 1 m. Rund.             | 28962901 | BW   |
| 52° 57′ 32″ N, 8° 30′ 40″ O | Klein Henstedt 33, Grabhügel | Durchmesser ca. 17 m und Höhe ca. 0,8 m. Annähernd rund. | 28962899 | BW   |
| 52° 57′ 33″ N, 8° 30′ 40″ O | Klein Henstedt 34, Grabhügel | Durchmesser ca. 16 m und Höhe ca. 0,8 m. Annähernd rund. | 28962900 | BW   |

### Klein Henstedt 1
- ID: 28955187
- Das Grabhügelfeld umfasst elf Hügel; ehemals soll es sich um 12 oder 13 gehandelt haben. Dm. 12 – 22 m und sind noch 0,4 – 2,6 m hoch erhalten. Erhaltungszustände sehr unterschiedlich. Lässt sich in das Endneolithikum bis frühe Bronzezeit datieren. Mehrere Urnen sind Nachbestattungen der jüngeren Bronzezeit/ält. vorr. Eisenzeit.

| Lage                        | Bezeichnung       | Beschreibung | ID       | Bild |
| --------------------------- | ----------------- | --- | -------- | ---- |
| 52° 58′ 24″ N, 8° 32′ 42″ O | Klein Henstedt 1  | Durchmesser ca. 13 m und Höhe ca. 0,4 m.                                                                               | 28955188 | BW   |
| 52° 58′ 23″ N, 8° 32′ 43″ O | Klein Henstedt 2  | Durchmesser ca. 19 m und Höhe ca. 2,8 m. Annähernd rund, am südl. Rand eine langgestreckte Mulde in Ost-West-Richtung. | 28962290 | BW   |
| 52° 58′ 23″ N, 8° 32′ 44″ O | Klein Henstedt 3  | Durchmesser ca. 19 m und Höhe ca. 2,1 m.                                                                               | 28962291 | BW   |
| 52° 58′ 22″ N, 8° 32′ 43″ O | Klein Henstedt 4  | Durchmesser ca. 18 m und Höhe ca. 1,9 m.                                                                               | 28962292 | BW   |
| 52° 58′ 22″ N, 8° 32′ 45″ O | Klein Henstedt 5  | Durchmesser ca. 13 m und Höhe ca. 1,8 m. Mit mehreren flachen Mulden.                                                  | 28962293 | BW   |
| 52° 58′ 21″ N, 8° 32′ 43″ O | Klein Henstedt 6  | Durchmesser ca. 15 m und Höhe ca. 1 m. Mit Suchgraben am nördlichen und Eingrabungen am westlichen Rand.               | 28962294 | BW   |
| 52° 58′ 21″ N, 8° 32′ 43″ O | Klein Henstedt 7  | Durchmesser ca. 14 m und Höhe ca. 0,4 m.                                                                               | 28962295 | BW   |
| 52° 58′ 22″ N, 8° 32′ 41″ O | Klein Henstedt 8  | Durchmesser ca. 20 m und Höhe ca. 2,3 m. Von altem Kopfstich beschädigt und am südlichen Rand aufgeschüttet.           | 28962301 | BW   |
| 52° 58′ 22″ N, 8° 32′ 40″ O | Klein Henstedt 9  | Durchmesser ca. 15 m und Höhe ca. 0,5 m.                                                                               | 28962399 | BW   |
| 52° 58′ 23″ N, 8° 32′ 39″ O | Klein Henstedt 10 | Durchmesser ca. 15 m und Höhe ca. 0,7 m. Insgesamt stark gestört.                                                      | 28962403 | BW   |
| 52° 58′ 24″ N, 8° 32′ 40″ O | Klein Henstedt 11 | Durchmesser ca. 17 m und Höhe ca. 1,8 m. Annähernd rund, durch flache Mulden gestört.                                  | 28962405 | BW   |

## Prinzhöfte
| Lage                        | Bezeichnung              | Beschreibung | ID       | Bild |
| --------------------------- | ------------------------ | --- | -------- | ---- |
| 52° 54′ 41″ N, 8° 28′ 16″ O | Prinzhöfte 16, Grabhügel | Durchmesser ca. 19 m und Höhe ca. 1 m.                                                                                   | 28956768 | BW   |
| 52° 56′ 16″ N, 8° 30′ 36″ O | Prinzhöfte 24, Grabhügel | Größe ca. 21 × 13 m und Höhe ca. 1 m. Oval (Nordwest-Südost orientiert), von drei Seiten von Ackerflächen angeschnitten. | 28941799 | BW   |
| 52° 56′ 20″ N, 8° 30′ 36″ O | Prinzhöfte 25, Grabhügel | Durchmesser ca. 20 m und Höhe ca. 0,7 m. Annähernd rund, ungestört.                                                      | 28941789 | BW   |

### Prinzhöfte 6
- ID: 28955310
- Vier Grabhügel mit Dm. von 15 – 20 m und H. von 1 – 2,2 m. Der Erhaltungszustand ist unterschiedlich.

| Lage                        | Bezeichnung  | Beschreibung                                                             | ID       | Bild |
| --------------------------- | ------------ | ------------------------------------------------------------------------ | -------- | ---- |
| 52° 54′ 40″ N, 8° 28′ 35″ O | Prinzhöfte 6 | Durchmesser ca. 15 m und Höhe ca. 1 m.                                   | 28955299 | BW   |
| 52° 54′ 40″ N, 8° 28′ 33″ O | Prinzhöfte 7 | Durchmesser ca. 13 m und Höhe ca. 1,2 m. Gut erhalten.                   | 28955299 | BW   |
| 52° 54′ 40″ N, 8° 28′ 32″ O | Prinzhöfte 8 | Durchmesser ca. 18 m und Höhe ca. 0,8 m. Drei Steine an der Oberfläche.  | 28955300 | BW   |
| 52° 54′ 39″ N, 8° 28′ 30″ O | Prinzhöfte 9 | Durchmesser ca. 18 m und Höhe ca. 1,7 m. Durch Mulde im Zentrum gestört. | 28955301 | BW   |

### Prinzhöfte 12
- ID: 28955305
- Grabhügelfeld.

| Lage                        | Bezeichnung   | Beschreibung                                                             | ID       | Bild |
| --------------------------- | ------------- | ------------------------------------------------------------------------ | -------- | ---- |
| 52° 54′ 39″ N, 8° 29′ 10″ O | Prinzhöfte 12 | Durchmesser ca. 12 m und Höhe ca. 0,8 m. Leicht gestört.                 | 28955198 | BW   |
| 52° 54′ 39″ N, 8° 29′ 10″ O | Prinzhöfte 13 | Durchmesser ca. 15 m und Höhe ca. 0,6 m.                                 | 28955199 | BW   |
| 52° 54′ 39″ N, 8° 29′ 9″ O  | Prinzhöfte 14 | Durchmesser ca. 12 m und Höhe ca. 0,6 m.                                 | 28955200 | BW   |
| 52° 54′ 36″ N, 8° 29′ 14″ O | Prinzhöfte 15 | Durchmesser ca. 9 m und Höhe ca. 0,4 m. Randbereiche unförmig abgesetzt. | 28955201 | BW   |
| 52° 54′ 38″ N, 8° 29′ 6″ O  | Prinzhöfte 17 | Durchmesser ca. 18 m und Höhe ca. 0,9 m. Rund, durch Mulden gestört.     | 28956769 | BW   |
| 52° 54′ 38″ N, 8° 29′ 8″ O  | Prinzhöfte 18 | Durchmesser ca. 13 m und Höhe ca. 0,4 m.                                 | 28956770 | BW   |
| 52° 54′ 39″ N, 8° 29′ 11″ O | Prinzhöfte 43 |                                                                          | 28955297 | BW   |